# Bagley (Minnesota)
Bagley is een plaats (city) in de Amerikaanse staat Minnesota, en valt bestuurlijk gezien onder Clearwater County.

## Demografie
Bij de volkstelling in 2000 werd het aantal inwoners vastgesteld op 1235.
In 2006 is het aantal inwoners door het United States Census Bureau geschat op 1304, een stijging van 69 (5,6%).

## Geografie
Volgens het United States Census Bureau beslaat de plaats een oppervlakte van
4,8 km², waarvan 4,7 km² land en 0,1 km² water. Bagley ligt op ongeveer 442 m boven zeeniveau.

## Plaatsen in de nabije omgeving
De onderstaande figuur toont nabijgelegen plaatsen in een straal van 20 km rond Bagley.